# Waterbury (Connecticut)
Waterbury és una població dels Estats Units a l'estat de Connecticut. Segons el cens del 2005 tenia 108.000 habitants.

## Demografia
Segons el cens del 2000, Waterbury tenia 107.271 habitants, 42.622 habitatges, i 26.894 famílies. La densitat de població era de 1.449,7 habitants/km².
Dels 42.622 habitatges en un 31,2% hi vivien nens de menys de 18 anys, en un 38,8% hi vivien parelles casades, en un 19,1% dones solteres, i en un 36,9% no eren unitats familiars. En el 31,4% dels habitatges hi vivien persones soles el 12,1% de les quals corresponia a persones de 65 anys o més que vivien soles. El nombre mitjà de persones vivint en cada habitatge era de 2,46 i el nombre mitjà de persones que vivien en cada família era de 3,11.
Per edats la població es repartia de la següent manera: un 26,5% tenia menys de 18 anys, un 8,9% entre 18 i 24, un 29,9% entre 25 i 44, un 19,7% de 45 a 60 i un 15% 65 anys o més.
L'edat mediana era de 35 anys. Per cada 100 dones de 18 o més anys hi havia 85,8 homes.
La renda mediana per habitatge era de 34.285 $ i la renda mediana per família de 42.300 $. Els homes tenien una renda mediana de 35.486 $ mentre que les dones 27.428 $. La renda per capita de la població era de 17.701 $. Aproximadament el 12,7% de les famílies i el 16% de la població estaven per davall del llindar de pobresa.

## Poblacions més properes
El següent diagrama mostra les poblacions més properes.

## Persones il·lustres
- Harry Carver (1890-1977), matemàtic i estadístic
- Annie Leibovitz (n. 1949) fotògrafa
- Kenny Green (n. 1967), exjugador de bàsquet.